# Leonardo Klassmann
Leonardo Klassmann Waskiewicz (Santo Ângelo, Brasil, 23 de mayo de 1989) es un jugador de baloncesto que pertenece a la plantilla del União Corinthians del Novo Basquete Brasil.

## Trayectoria
Klassmann practicó fútbol durante su juventud, hasta que a los 15 años comenzó a jugar al baloncesto motivado por sus profesores del Colégio Missões,, la escuela a la que asistía. Estuvo en la cantera del Ceat-Bira de Lajeado y del Pinheiros, siendo reclutado en el verano de 2007 por el CB Valladolid de España. Allí jugó con el equipo sub-20, hasta que en diciembre de 2007 fue cedido al Zarzuela Maristas Boecillo de la Liga EBA. Un año y medio después hizo su debut en el CB Valladolid, jugando un partido de la temporada 2008-09 de la LEB Oro, la cual sería conquistada finalmente por su equipo. 
Para la temporada 2009-10 fue cedido al Universidad de Valladolid de la Liga EBA, donde vio acción en 33 encuentros. Al igual que en la temporada anterior, Klassmann fue convocado para jugar un partido con el CB Valladolid, pudiendo así debutar en la Liga ACB. 
En agosto de 2010 se sumó al Óbila CB de la LEB Plata, donde jugaría durante un año.
Klassmann regresó a su país en 2011, fichado por el Unitri/Uberlândia del Novo Basquete Brasil. Su destacada actuación en esa temporada le valió una convocatoria para la selección de baloncesto de Brasil. 
Posteriormente el pívot se afianzaría como un jugador de la liga, pasando por clubes como Franca, Cearense, Minas Tênis Clube, Unifacisa y União Corinthians, además de jugar en torneos estatales con otros equipos.

### Clubes
| Club                      | País   | Año             |
| ------------------------- | ------ | --------------- |
| Zarzuela Maristas         | España | 2007 - 2009     |
| CB Valladolid             | España | 2009            |
| Universidad de Valladolid | España | 2009 - 2010     |
| CB Valladolid             | España | 2010            |
| Óbila CB                  | España | 2010 - 2011     |
| Unitri/Uberlândia         | Brasil | 2011 - 2014     |
| Franca                    | Brasil | 2014 - 2015     |
| Cearense                  | Brasil | 2015 - 2018     |
| Minas Tênis Clube         | Brasil | 2018 - 2019     |
| Sojão BC                  | Brasil | 2020            |
| Unifacisa                 | Brasil | 2020 - 2021     |
| União Corinthians         | Brasil | 2021 - Presente |

## Selección nacional
Klassmann jugó el Campeonato Sudamericano de Baloncesto de 2012 con la selección de baloncesto de Brasil, terminando en la cuarta ubicación del certamen. Asimismo fue parte de la preselección del equipo que debía participar de la Copa Mundial de Baloncesto de 2014, pero no pudo ganarle el puesto a Anderson Varejão, Nenê y Tiago Splitter. 
En 2015 se unió al Ejército Brasileño como responsable de un programa de desarrollo deportivo para oficiales. Por ese motivo integró el representativo brasileño de baloncesto que compitió en los Juegos Mundiales Militares de 2015 y 2019.

## Palmarés
- Campeón de la Adecco LEB Oro y ascenso a la ACB con el CB Valladolid la temporada 2008-09